# 纽约州众议院
纽约州众议院（英語：New York State Assembly）是美国纽约州议会的下議院，共有150名眾议员，每届任期2年。众议院的會議由議長主持，现任議長为民主黨籍的卡爾·希斯蒂，于2015年2月3日當選。自1975年以後，民主黨一直控制該州眾議院。